# EXISTENCE
『EXISTENCE』（イグズィステンス）は、デーモン閣下の7枚目のオリジナル・アルバム。

## 概要
ソニー・ミュージックレーベルズ系列であるアリオラジャパン移籍後初のアルバムであり、オリジナル・アルバムとしては前作『MYTHOLOGY』より5年ぶりの作品である。
羽田圭介、長嶋有、貴家悠が参加し、作詞を担当している。
本作リリースを記念し、ニコニコ生放送にて特別番組「デーモン閣下生出演 ソロアルバム『EXISTENCE』リリース記念ニコ生特番」が3月15日配信された。また、通信カラオケ「DAM」とのコラボレーション企画「デーモン閣下×DAM 映像クリエイターコンテスト」を行い、収録曲の「ゴールはみえた」「Shibuya Scrambled Crossing」「てふのやうにまひ」のミュージック・ビデオを一般公募し、デーモン閣下自身でセレクトした優秀作品を公式ミュージック・ビデオに認定し、カラオケDAMにおいて、対象楽曲の背景映像として使用した。
前作と同じく初回限定盤と通常盤の二種類があり、初回限定盤には、CDの他に、スペシャルトークイベント応募券と『ゴールはみえた』のミュージック・ビデオ、デーモン閣下による当作品解説を収録したDVDが付属している。

## 収録曲

### CD（初回限定盤・通常盤共通）
1. 深山幻想記 序曲
作曲：一噌幸弘
インストゥルメンタル曲。
2. ゴールはみえた
作詞：デーモン閣下 / 作曲：アンダース・リドホルム
TBS系『ひるおび!』エンディング・テーマ[12][13]。
アルバムリリースに先駆け、3月1日にミュージック・ビデオが公開された[4]。
3. Forest Of Rocks
作詞・作曲：デーモン閣下
4. Just Being -ここにいる そこにいる-
作詞：デーモン閣下 / 作曲：アンダース・リドホルム、Fredrik Folkestad、Ola Sandberg
5. Shibuya Scrambled Crossing
作詞：デーモン閣下、Gen Travolta / 作曲：アンダース・リドホルム
6. 地球へ道づれ！
作詞：貴家悠 / 作曲：デーモン閣下
7. てふのやうにまひ
作詞：デーモン閣下 / 作曲：アンダース・リドホルム、Muris Varajic
8. 方舟の名はNoir
作詞：ブルボン小林 / 作曲：デーモン閣下
9. 深山幻想記 -能Rock-
作詞：デーモン閣下、一噌幸弘 / 作曲：一噌幸弘
10. Post Truth -青空が殺気立つ-
作詞：デーモン閣下 / 作曲：アンダース・リドホルム、Muris Varajic
11. Stolen Face
作詞：羽田圭介 / 作曲：デーモン閣下
12. Heavy Metal Strikes Back -血まみれの救世主たち-
作詞・作曲：デーモン閣下
※仮面ライダーGIRLSに提供した曲のセルフカヴァー

### DVD（初回限定盤のみ）
1. ゴールはみえた (Music Video)
2. H.E.Demon Kakka's Commentary